# Iguanodon
Iguanodon (betydning: leguan-tand) var en floklevende, planteædende dinosaur der levede på næsten alle kontinenter fra 132-100 millioner år siden (Tidlig Kridt). Iguanodon var den anden dinosaur, der blev beskrevet videnskabeligt, selvom man i flere tusinde år havde fundet dinosaurknogler i Kina. Disse kæmpeknogler var blot blevet anset for at være fra drager, og var "håndgribelige" beviser for dragemyterne.
Den engelske naturhistoriker Gideon Mantell (1790-1852) beskrev i 1822 i "The Fossils of the South Downs" tænderne fra en Iguanodon og i 1825 navngav han dyret, fordi tænderne lignede tænderne fra nogle nulevende leguaner. Ved rekonstruktionen havde han dog anbragt Iguanodons 25 cm lange, sylespidse tommelfinger på næsen – som et næsehorn.
Stifteren af British Museum of Natural History, Richard Owen (1804-1892), samlede i 1841 de mærkværdige kæmpeøgler, der efterhånden var fundet (Megalosaurus, Iguanodon og Hylaeosaurus) under betegnelsen "Dinosauria" (skrækøgle).
1852-54 fremstillede Owen og billedhuggeren Waterhouse Hawkins modeller af dinosaurerne i naturlig størrelse til Crystal Palace-udstillingen. Et stykke tid før ferniseringen, blev der holdt en middag inde i den næsten færdige Iguanodon (med tommelpiggen på næsen) for de førende dinosaurforskere i Europa.
I 1878 fandt man knoglerne fra en flok på mindst 32 Iguanodoner i Bernissart-kulminen, Vallonien, i 322 m dybde. Der var to arter; den mindre Iguanodon mantelli kendt fra England og en ny større art, der blev opkaldt efter kulminen som I. bernissartensis. Louis Dollo skulle opstille skeletterne og måtte bruge Chapelle Saint-Georges katedralen i Bruxelles for at få plads til skeletterne. Desværre skulle Iguanodon partout stå oprejst som en kænguru og Dollo havde været nødt til at "knække" halen for at det kunne lade sig gøre. Dollos fejlagtige positur blev desværre kopieret og det har taget lang tid at ændre den grille.
Iguanodon kunne blive 9 m lang, næsten 3 m høj og veje 4,5 ton. Den massive tommelpig er karakteristisk for Iguanodon, og Iguanodon er nært beslægtet med Ouranosaurus (Nordafrika), Muttaburrasaurus (Australien), med hadrosaurerne som søstergruppe. Iguanodon var en alsidig planteæder og havde et bredt næb af keratin til både at græsse lave vækster som padderokker og bregner, og at nippe løs af høje planter som nåletræer, koglepalmer og de senere blomstrende planter. Hornnæbbet trådte i stedet for fortænder og sad fast på premaxilla (foran overkæbeknoglen) og den predentale knogle (underkæbens forende). Kindtænderne kværnede planteføden inden den blev slugt, hvilket fremmede fordøjelsen af den svært fordøjelige cellulose – modsat sauropoderne der blot slugte planteføden og lod gæringsprocesser samt gastrolitter i de store maver tage sig af fordøjelsen. Iguanodons underkæbe har bevæget sig op og ned, mens den fleksible overkæbe bøjede udad. I processen blev tænderne slidt ned, men dog også skærpet af de andre tænder.
Iguanodons tommelpig var ubevægelig og kunne bruges til at dolke angribende rovdinosaurer, f.eks. Baryonyx. Tommelpiggen kunne trænge igennem skællet hud og have beskadiget strube, øjne og bug. For at kunne bruge tommelpiggen skulle Iguanodon dog være indenfor rækkevidde af rovdinosaurens kløer og tænder – så det ville blive en pyrrhussejr. Iguanodons primære våben har sandsynligvis været "harens våben"; flugt. De midterste tre fingre var fleksible og havde formentlig hove, så dyret kunne gå på alle fire. Ved flugt løb de nok på to ben. Fossile fodspor i lag med Iguanodon-skeletter har kun få spor efter hænderne, så Iguanodon har for det meste gået på to ben. Lillefingeren var ret bøjelig og kunne anvendes til at gribe om føden (à la vores tommelfingre).

## Museumseksemplarer
I Institut Royal des Sciences Naturelles de Belgique i Bruxelles, Naturmuseum Senckenberg i Frankfurt am Main, Muséum National d'Histoire Naturelle i Paris og British Museum of Natural History i London er der opstillet komplette Iguanodon-skeletter.
- Wikimedia Commons har flere filer relateret til Iguanodon